# The Wolf Cub's Handbook
The Wolf Cub's Handbook je příručka od Roberta Baden-Powella pro vlčata a jejich vedoucí. Kniha je založena na tématu džungle, popsané v dětské knize, Kniha džunglí, od přítele Baden-Powella Rudyarda Kiplinga.

## Původ
V roce 1913 se skautské hnutí Roberta Baden-Powell rozrostlo nade vše očekávání, ale ve Velké Británii rostl tlak na vznik nějakého systému pro chlapce, kteří byli příliš mladí, aby se připojili ke skautům od 11 let. Baden-Powell (BP) požádal svého zástupce, Percy Everetta, aby připravila plán pro "Junior scouts". Tento koncept byl publikován v časopise Headquarters Gazette v roce 1914. BP nebyl s výsledky zcela spokojen a při zachování prvků Everettova systému, se rozhodl věnovat se tématu osobně. BP dal projektu téma, založené na knize Rudyarda Kiplinga Kniha džunglí, která byla vydána před deseti lety a byla u dětí oblíbená.
B-P se rozhodl uvést novou sekci příručkou, podobného stylu jako Scouting for Boys, která tak úspěšně zahájila skautské hnutí. Napsal novou příručku s kapitolami nazvanými „bites“ (sousto), protože „tato kniha je jídlem nabízeným starým vlkem mladým štěňatům“. Ta zahrnovala Wikt:précis příběhu Mauglí z Knihy džunglí a obřady a hry založené na nich. Proložené instruktážními pasážemi o zdraví, fitness, kempování, pozorování, uzlování, semaforu, první pomoci, pletení a „být užitečný doma“. První vydání neobsahovalo údaje o zkouškách a odznaky, které vlčata měla splnit, neboť ještě nebyly dokončeny. Na konci roku 1916, se Baden-Powell setkal s Verou Barclay, mladou skautkou z Hertfordshire, která napsala do Headquarters Gazette o ženském vedení v skautském hnutí v době války. Přijala nabídku Baden-Powella na post národní sekretářky vlčat a úzce spolupracovala na podrobnostech o programu vlčat, které byly vymyšleny a jsou zahrnuty v druhém vydání

## Baden-Powell a Kipling

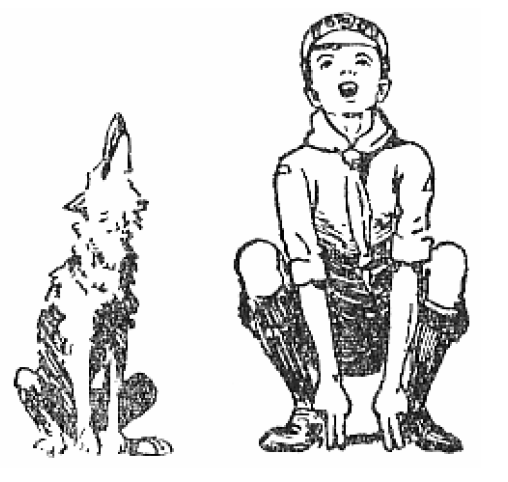
Ilustrace od Baden-Powella v The Wolf Cub's Handbook (1916), která ukazuje jak vlče v podřepu napodobuje vlka při velkém vytí, což je obřad založený na knize džunglí.

Baden-Powell dne 28. července 1916 poslal Kiplingovi první rukopis nové knihy, a žádal o svolení k použití materiálu z Knihy džunglí, poté, co byla práce zaslána vydavateli. Kipling rukopis vrátil s dohodu bez jakýchkoli revizí. Kipling a Baden-Powell se poprvé setkali v Indii v roce 1880 a od té doby zůstali přáteli. Kipling nakonec získal čestný titul Komisař vlčat'

## Přijetí
Jak bylo zamýšleno The Wolf Cub's Handbook se s nadšením šířilo ve Velké Británii a do britského impéria. Kniha byla přeložena do několika jazyků. Skauti Ameriky získali práva na knihu ve Spojených státech a publikovali své vlastní vydání v roce 1918, ačkoli Vlčata nebyla oficiálně přijata až do roku 1930 v rámci modifikace systému. Baden-Powellova kniha zůstala oficiální příručkou pro vlčata ve Spojeném království až do roku 1966, kdy The Chief Scouts' Advance Party Report doporučil klást menší důraz na téma Knihy džunglí.